# Thiodina vaccula
Thiodina vaccula là một loài nhện trong họ Salticidae.
Loài này thuộc chi Thiodina. Thiodina vaccula được Eugène Simon miêu tả năm 1900.